# Humbang I
Humbang I is een bestuurslaag in het regentschap Mandailing Natal van de provincie Noord-Sumatra, Indonesië. Humbang I telt 773 inwoners (volkstelling 2010).